# Vlastimil Kovalčík
Vlastimil Kovalčík (ur. 30 marca 1939 we wsi Maciaszowce na Słowacji) – słowacki poeta, eseista i tłumacz.

## Życiorys
Po ukończeniu Szkoły Pedagogicznej w Kieżmarku studiował filologię słowacką i rosyjską na Uniwersytecie Jana Amosa Komeńskiego w Bratysławie. Jako ekstern studiował także filozofię. Po odbyciu służby wojskowej pracował w różnych wydawnictwach, redakcji pism literackich, a następnie w Narodowym Centrum Oświaty w Bratysławie.

## Twórczość
Prócz poezji uprawiał eseistykę z pogranicza filozofii, religioznawstwa, etnologii i krytyki literackiej. Przekładał twórczość poetów francuskich oraz ponad trzydziestu polskich autorów, m.in. Jana Kochanowskiego, Cypriana Kamila Norwida, Jana Twardowskiego, Karola Wojtyły, Czesława Miłosza, Zbigniewa Herberta i Wisławę Szymborską. W 1990 roku polskie Ministerstwo Kultury i Sztuki przyznało poecie odznakę honorową „Zasłużony dla Kultury Polskiej”, a w 1998 roku Kovalčík został  przez prezydenta RP Aleksandra Kwaśniewskiego odznaczony Krzyżem Kawalerskim Orderu Zasługi Rzeczypospolitej Polskiej.

## Wybrane publikacje
- Médium [Medium], 1968.
- Aletheia, 1971.
- Živice [Żywice], 1979.
- Vytrvalosť k otázkam [Wytrwałość w pytaniach], 1988.
- Odraz ohňa [Odbicie ognia], 1993.
- Klucz światła. Wybór poezji, tłum. Jan Pyszko, 1998.